# Pikmin 2
Pikmin 2 (ピクミン2?, Pikumin 2) è un videogioco strategico in tempo reale per Nintendo GameCube pubblicato nel 2004, seguito di Pikmin, creato e ideato da Shigeru Miyamoto. Nel 2023 è uscita una versione ad alta definizione per Nintendo Switch assieme a Pikmin.

## Trama
Dopo aver recuperato i 30 pezzi della sua navicella spaziale Dolphin, il capitano Olimar ritorna nel suo pianeta natale Hocotate. Vengono ad accoglierlo il Presidente della Hocotate Trasporti e Louie il nuovo impiegato sbadato con delle brutte notizie. Il Presidente spiega ad Olimar il terribile fatto a cui ha assistito impotente lo stesso Louie: un coniglio spaziale ha divorato un grosso carico di carote Pikpik. Dopo questo fattaccio il Presidente della Hocotate ha chiesto un prestito enorme per ripianare il danno, ed ha venduto la "vecchia" navicella di Olimar, la Dolphin, ma senza risolvere niente. Il debito è comunque di 10.100 piklari. Appena il presidente finisce di raccontare i fatti ad Olimar al quale cade di mano un semplice tappo di bottiglia trovato sullo sconosciuto pianeta e in quel momento mentre i sensori della vecchia e malandata navicella della compagnia impazziscono perché sentono odore di soldi. Infatti, analizzato il "Tesoro", la navicella deduce che il valore del tappo è di 100 piklari! Allora il Presidente, sbalordito e felice, ordina a Louie di unirsi ad Olimar per cercare altri tesori per risolvere il debito contratto. Quindi Olimar e il compagno Louie partono alla volta del pianeta dove Olimar ha avuto l'incidente. Il compito del giocatore è di aiutare i due Leader a trovare i tesori (che sono rifiuti terrestri di vario genere come rottami metallici, giocattoli e cibi) con l'aiuto dei Pikmin. A questa avventura sono stati aggiunti 2 nuove specie di Pikmin: i velenosi Pikmin bianchi e i robustissimi Pikmin viola. Sono stati aggiunti anche diversi tipi di nemici, che a differenza del gioco precedente sono classificati in ordine tra gli altri.
Dopo aver saldato il debito, Olimar e Louie ripartono per Hocotate, ma solo più tardi il capitano si accorgerà della mancanza del compagno. Allora, una volta ritornato a casa, sarà riaccompagnato da Chochoro (il Presidente) sul pianeta sconosciuto. Trovano altri tesori grazie ai quali accumulano una piccola fortuna e alla fine dell'ultimo dungeon ritrovano Louie sopra una montagna di tesori. Dopo averlo trovato uscirà dal terreno l'Opiliode Titano, l'essere più forte del pianeta per oggetti di cui dispone (un fornello da campo, un rubinetto a pressione, una bobina elettrica e una bomboletta velenosa). Dopo aver smantellato tutti gli oggetti l'opiliode perderà la corazza e diventerà innocuo, lasciando alla fine Louie. Recuperato Louie, tutti tornano a casa (non si sa se fosse o no Louie a controllare l'Opiliode).
In un filmato bonus sbloccabile completando tutte le sfide si scopre che il carico di carote pikpik è stato mangiato da Louie in persona, perciò inventò il fatto del coniglio spaziale per non finire nei guai.

## Modalità di gioco

### Inizio partita
Nella modalità principale del gioco s'impersona Olimar e Louie che devono recuperare dei 'tesori' con l'immancabile aiuto dei Pikmin. Durante questa modalità si dovrà recuperare vari oggetti per una somma tale di 10.000 piklari. Olimar e Louie dovranno muoversi in determinate aree fino al tramonto, quando dovranno partire con la navicella perché durante la notte le creature notturne si svegliano per cibarsi. Questa modalità è pressoché simile a quella del primo Pikmin, solo che non c'è un limite di 30 giorni, ci sono nuove creature, e nuovi Pikmin, e inoltre si possono comandare sia Olimar sia Louie.

### Partita a due giocatori
In questa modalità si può cimentarsi in scontri a due giocatori, dei quali uno impersonerà Olimar e l'altro Louie. Per vincere bisogna rubare la biglia dell'avversario, oppure basta prendere le 4 biglie gialle disseminate nella mappa. Invece, prendendo le ciliegie, apparirà la roulette che deciderà casualmente un bonus per il giocatore o una distrazione per il giocatore nemico. Si può guerreggiare in diverse mappe create apposta per questa modalità e si può variare il numero di Pikmin disponibili dall'inizio della sfida.

### Modalità sfida
Questa modalità non è disponibile dall'inizio ma si può sbloccare ad un certo punto della storia. In quest'altra modalità bisogna superare delle sfide con un numero prefissato di Pikmin iniziali. Durante la sfida bisognerà trovare la chiave per aprire un varco per il livello successivo. Se si completa tutte le sfide senza perdere un solo Pikmin si otterrà un bonus.

## Nuovi Pikmin
In Pikmin 2 sono stati aggiunti due nuovi tipi di Pikmin, assenti nel primo capitolo della serie:

### Pikmin viola
I Pikmin Viola sono dei Pikmin piuttosto robusti. Rispetto agli altri Pikmin non vivono nelle cipolle, ma alloggiano nell'astronave di Olimar. Infatti per poter ottenere un seme di Pikmin viola bisogna lanciare un Pikmin di un altro colore in una cromanvillea viola (fino a un massimo di cinque Pikmin). I Pikmin Viola sono dotati di un maggior attacco rispetto ai Pikmin rossi. I Pikmin rossi hanno un attacco più forte del 2% rispetto agli altri; i viola hanno un attacco del 4% in più rispetto ai gialli, ai blu e ai bianchi e del 2% rispetto ai rossi. Pur essendo molto robusti i Pikmin viola sono molto lenti e quindi essi arrancheranno in fondo al gruppo di Pikmin, anche se sono fioriti. Quando essi trasporteranno un oggetto, 1 Pikmin viola varrà come 10 altri Pikmin insieme.

### Pikmin bianchi
I Pikmin bianchi, come i loro compagni viola, sono presenti nei giochi solo dal secondo capitolo della saga Pikmin, e proprio come essi non abitano nelle cipolle ma stanno nello scafo della navicella di Olimar. I semi di Pikmin bianchi si ottengono lanciando un qualsiasi altro tipo di Pikmin in una cromanvillea bianca, che ne potrà generare cinque. I Pikmin bianchi sono velenosi perché dentro al loro corpicino si trova del veleno, infatti quando un animale mangerà un Pikmin bianco esso s'avvelenerà e subirà danni. I Pikmin bianchi hanno due occhi rossi molto evidenti che permettono loro di scovare tesori Sotterrati. I Pikmin bianchi sono i più veloci: sono 5 volte più veloci dei Pikmin viola e più di 2 volte più veloci degli altri Pikmin, inoltre, grazie a questa abilità, attaccano più velocemente degli altri Pikmin.

### Colmin
Queste creature sono in realtà Coleti Rossi che ospitano un Pikmin parassita nel sistema nervoso (ciò spiega la fogliolina sulla testa) che controlla le azioni del coleto ospite. I Colmin appaiono solo in alcune caverne. Quando si incontra un Colmin adulto, se si hanno meno di 100 Pikmin, sarà seguito da un gruppo di Coleti Rossi nani (anch'essi controllati da un Pikmin Parassita). Il numero dei Cuccioli del Colmin è uguale al numero di Pikmin mancanti per arrivare a cento nella mappa, per esempio: Se nella mappa ci sono 93 Pikmin, ci saranno 7 cuccioli di Colmin perché 93+7=100 (ma non saranno più di 10) Se si uccide il Colmin adulto quelli piccoli andranno nel panico, ma se chiamati col fischietto per i Pikmin i Colmin seguiranno Olimar. Resistono a tutti i 4 elementi del gioco, ma quando si esce da una caverna i Colmin non usciranno insieme agli altri Pikmin.

## Recensioni
| Rivista o Sito | Punteggio |
| -------------- | --------- |
| IGN            | 9.3/10    |
| EuroGame       | 9 su 10   |
| 1UP            | A         |
| Eurogamer      | 9 su 10   |
| Game Pro       | 5/5       |
| GS Spot        | 9.2 su 10 |
| Metacritic     | 90%       |
| XPlay          | 4/5       |

Pikmin 2 è stato ben accolto dalla critica, e tuttora è stato classificato alla 47ª posizione dei migliori giochi per i sistema Nintendo da Nintendo Power's Top 200 Games list. Inoltre si è posizionato 29º nella classifica dei 100 migliori giochi Nintendo fatta da Official Nintendo Magazine. GameSpot diede a Pikmin 2 un 9.2 su 10, perché il gioco aveva migliorato tutte le lacune del suo predecessore. IGN diede a Pikmin 2 9.3 su 10, dicendo che Pikmin 2 aveva migliorato Pikmin rimanendo un gioco fantastico. CNET scrisse che Pikmin 2 migliorò il suo predecessore in tutti i modi.

## Wii
Nel 2009 in Italia è stata distribuita la versione Pikmin per Wii New Play Control-Pikmin. In questa nuova versione si usa la combinazione Telecomando Wii - Nunchuk per giocare ed inoltre è stata migliorata la grafica e il suono.

## Seguito
Il 26 luglio 2013 è uscito il seguito del gioco dal titolo Pikmin 3, disponibile per Wii U.